# Honorat Zorraquino Herrero
Honorato Zorraquino Herrero (ur. 18 kwietnia 1908 w Bañon, zm. 23 października 1936 w Walencji) – hiszpański lasalianin, męczennik i błogosławiony Kościoła katolickiego.

## Życiorys
Andrés Zorraquino Herrero urodził się 18 kwietnia 1908 roku. 27 lipca 1924 roku wstąpił do junioratu lasalianów w Cambrils i 15 sierpnia w tym samym roku złożył śluby zakonne w nowicjacie w Hosarlets de Llers. Ukończył szkolenia edukacyjne i religijne w scholastykatu oraz rozpoczął apostolat w Tortosie i w Barcelonie. Zginął w czasie wojny domowej w Hiszpanii.
Beatyfikowany przez papieża Jana Pawła II 11 marca 2001 roku w grupie 233 męczenników.